# ГЭС Хоэнштайн
ГЭС Хоэнштайн (нем. Wasserkraftwerk Hohenstein) — действующая ГЭС на реке Рур в городе Виттен (федеральная земля Северный Рейн — Вестфалия). Своё название электростанция получила по названию одноименной горы в отрогах гористого района Ардайгебирге, под отвесным обрывом которой она находится. Прямо над ГЭС на высоте более 100 м возвышается монумент Бергера.

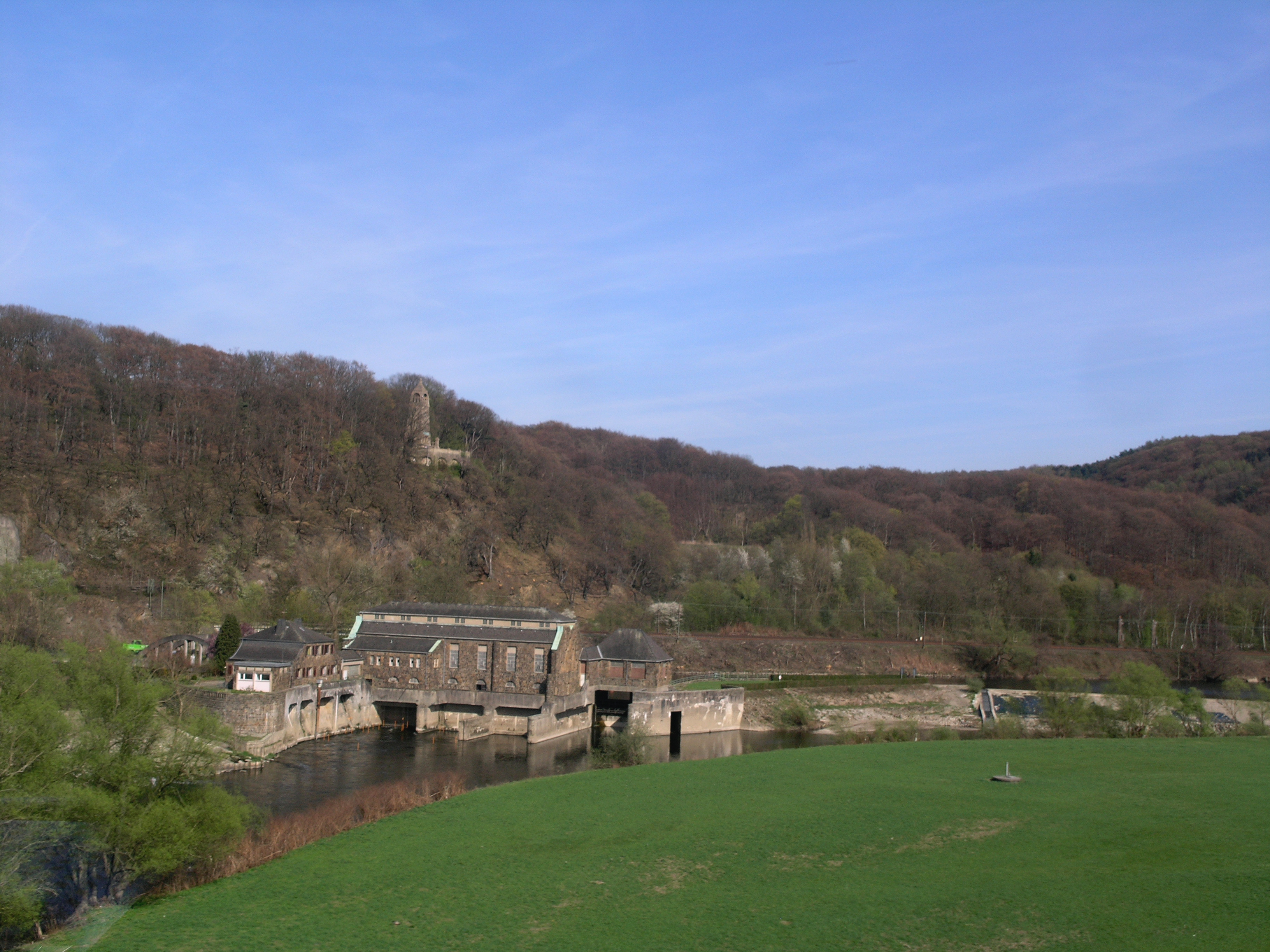
Вид на ГЭС Хоэнштайн с Рурского виадука

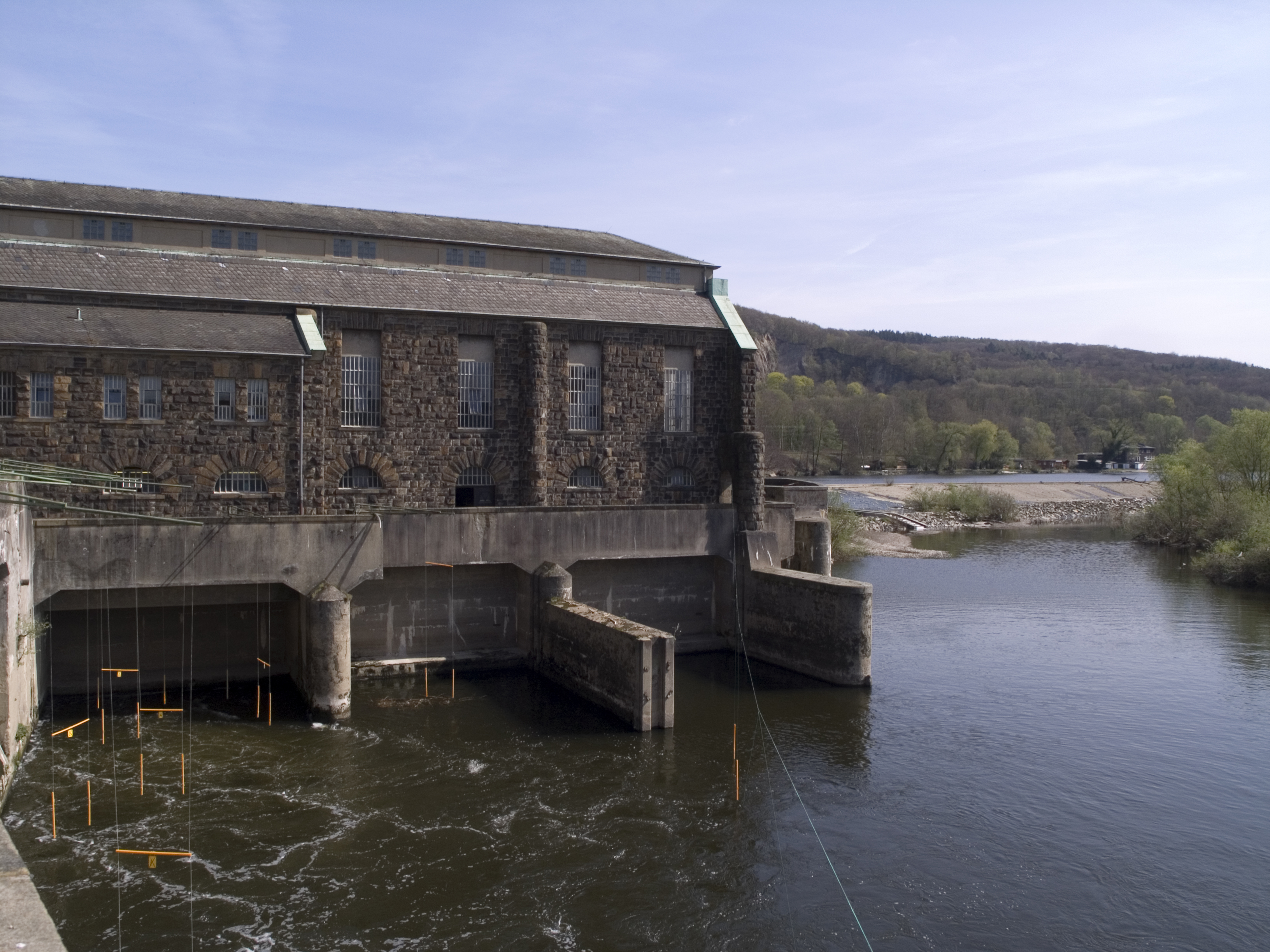
Турбинный зал

Строительство ГЭС Хоэнштайн было начато в 1922 году. В 1925 году была запущена в эксплуатацию первая силовая установка. К 1928 году заработали все три силовых установки на основе радиально-осевых турбин (турбин Френсиса) мощностью 750 кВт каждая.
Первоначально собственником ГЭС была компания Vereinigten Elektrizitätswerke Westfalen AG (VEW). Сейчас собственником является компания Rheinisch-Westfälisches Elektrizitätswerk AG (RWE Power AG).
Изначально ГЭС обслуживало 7 человек, в настоящее же время, после нескольких реконструкций, ГЭС работает полностью автоматически без участия оператора.
С 1986 года электростанция внесена в список памятников города Виттен, также она является объектом регионального проекта «Путь индустриальной культуры» Рурского региона.